# Mayuko Hagiwara
Mayuko Hagiwara en japonés: 萩原麻由子, (Maebashi, 16 de octubre de 1986) es una ciclista profesional japonesa. Comenzó a destacar en el Instituto Nacional de Fitness y Deportes en Kanoya obteniendo varias viictorias en Asia que la dieron la oportunidad de participar en la prueba en ruta de los Juegos Olímpicos de Londres 2012 aunque no finalizó la prueba. Debido a patrocinio de Honda logró debutar como profesional en el 2013 como miembro del equipo Wiggle Honda.
Su mejor temporada fue la 2016 en la que ganó una etapa del Giro de Italia Femenino y además ganó una etapa del Tour de Bretaña femenino entre otros resultados destacados fuera de Asia.

## Palmarés
| 2005 (como amateur) - 2.ª en el Campeonato de Japón Contrarreloj 2006 (como amateur) - Juegos Asiáticos en Ruta - 2.ª en el Campeonato de Japón en Ruta 2008 (como amateur) - 3.ª en el Campeonato Asiático Contrarreloj - 3.ª en el Campeonato de Japón en Ruta - Campeonato de Japón Contrarreloj 2009 (como amateur) - Campeonato de Japón Contrarreloj 2010 (como amateur) - 2.ª en el Campeonato Asiático Contrarreloj - Campeonato de Japón Contrarreloj - Campeonato de Japón en Ruta 2011 (como amateur) - Campeonato de Japón Contrarreloj - Campeonato de Japón en Ruta | 2012 (como amateur) - Campeonato de Japón en Ruta 2013 - 2.ª en el Campeonato de Japón Contrarreloj - 3.ª en el Campeonato de Japón en Ruta 2014 - Campeonato de Japón Contrarreloj - Campeonato de Japón en Ruta 2015 - 2.ª en el Campeonato Asiático Contrarreloj - 2.ª en el Campeonato de Japón Contrarreloj - Campeonato de Japón en Ruta - 1 etapa del Giro de Italia Femenino - 1 etapa del Tour de Bretaña femenino 2016 - Campeonato Asiático Contrarreloj - 3.ª en el Campeonato Asiático en Ruta - 3.ª en el Campeonato de Japón Contrarreloj - 2.ª en el Campeonato de Japón en Ruta |

## Resultados en Grandes Vueltas y Campeonatos del Mundo
Durante su carrera deportiva ha conseguido los siguientes puestos en las Grandes Vueltas femeninas y en los Campeonatos del Mundo en carretera:
| Carrera              | Carrera              | 2008 | 2009 | 2010 | 2011 | 2012 | 2013 | 2014 | 2015 | 2016 | 2017 | 2018 | 2019 | 2020 |
| -------------------- | -------------------- | ---- | ---- | ---- | ---- | ---- | ---- | ---- | ---- | ---- | ---- | ---- | ---- | ---- |
|                      | Giro de Italia       | —    | —    | —    | —    | —    | 66.ª | 19.ª | 17.ª | 36.ª | —    | —    | —    | —    |
|                      | Tour de l'Aude       | —    | —    | —    | X    | X    | X    | X    | X    | X    | X    | X    | X    | X    |
|                      | Grande Boucle        | —    | —    | X    | X    | X    | X    | X    | X    | X    | X    | X    | X    | X    |
| Mundial en Ruta      | Mundial en Ruta      | Ab.  | —    | 38.ª | 50.ª | Ab.  | —    | 52.ª | —    | —    | —    | —    | —    | —    |
| Mundial Contrarreloj | Mundial Contrarreloj | 35.ª | —    | —    | —    | —    | —    | 18.ª | —    | —    | —    | —    | —    | —    |

―: no participa

Ab.: abandono

X: ediciones no celebradas

## Equipos
- Wiggle (2013-2017)
  - Wiggle Honda (2013-2015)
  - Wiggle High5 (2017)
- Alé Cipollini (2018)
- Eneicat (2019-2020)
  - Eneicat Cycling Team (2019)
  - Eneicat-RBH Global (2020)